# بيتر ستون (موسيقي)
بيتر ستون (بالإنجليزية: Angus Stone) هو موسيقي ومغني ومنتج أسطوانات أسترالي، ولد في 27 أبريل 1986 في سيدني في أستراليا.

## وصلات خارجية
- الموقع الرسمي
- بيتر ستون على موقع ميوزك برينز (الإنجليزية)
- بيتر ستون على موقع ميوزك برينز (الإنجليزية)
- بيتر ستون على موقع أول ميوزيك (الإنجليزية)
- بيتر ستون على موقع ديسكوغز (الإنجليزية)
- بيتر ستون على موقع ديسكوغز (الإنجليزية)